# Гранди Флорианополис (мезорегион)
Гранди Флорианополис е мезорегион в щата Санта Катарина, Бразилия с обща площ 6999.431 km² и население 939 064 души (2006).

## Административно деление
Регионът се поделя на 3 микрорегиона и 21 общини.
Микрорегиони:
- Флорианополис
- Табулейру
- Тижукас